# 800-летие Нижнего Новгорода

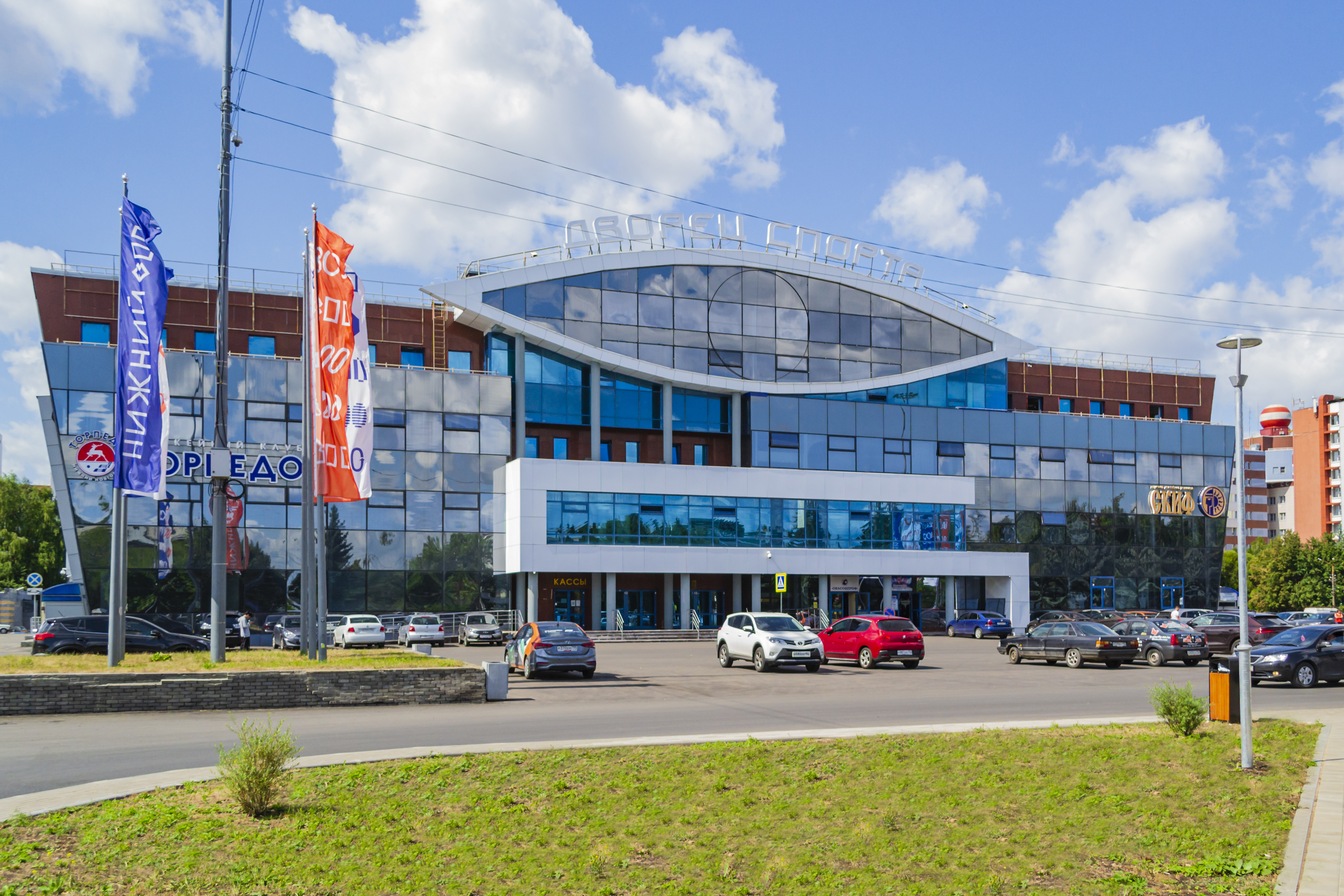
Флаги «800» возле Нагорного дворца спорта

800-летие Нижнего Новгорода — комплекс праздничных мероприятий и проектов, приуроченных к 800-летнему юбилею со дня основания Нижнего Новгорода — столицы Приволжского федерального округа. Основные мероприятия и торжества проходили в 2021 году.  
Нижний Новгород — третий город-миллионник в России, перешагнувший 800-летний рубеж (после Казани и Москвы).

## Дата
Нижний Новгород был основан великим князем Юрием Всеволодовичем в 1221 году в месте слияния Оки и Волги. При военных походах русских князей на Волжскую Булгарию устье Оки использовалось как место сбора для муромских и суздальских войск. В 1220 году великий князь Юрий Всеволодович провёл удачный поход на булгар, после чего в следующем году «решился укрепить за Русью важное место» и основал город в устье Оки.
Согласно официальной версии, год основания Нижнего Новгорода — 1221. Первые данные о нём появились в Лаврентьевской летописи XIV века: «Того же лета великий князь Гюрги, сын Всеволожь, заложи град на усть Оки и нарече имя ему Новь градъ». Но в источнике есть указание только на год, а месяц и день не упомянуты. Сегодня нижегородские историки определяют дату, основываясь на традициях, существовавших в XIII веке. 

Строительство города, то есть периметра укреплений, — это процесс, занимавший несколько месяцев, и совершенно очевидно, что происходил он в тёплое время года, когда можно было копать рвы и насыпать валы. А юридическое оформление основания нового города происходило в момент наречения его имени. В ту эпоху существовал специальный церковный обряд. Прочтение «градозданной молитвы» во время службы освящения главного городского храма сопровождалось наречением имени создаваемого города. Применительно к нашему городу звучащая в летописи фраза «и нарече имя ему Новградъ на усть Оки» была произнесена во вновь построенном храме, освящённом во имя Спаса Преображения в день этого церковного праздника, то есть 6 (19) августа. Этот день в 1221 году и стал днём «создания града».
— Борис Пудалов, руководитель комитета по делам архивов Нижегородской области
День города Нижнего Новгорода отмечается в третью субботу августа. Ранее его праздновали во второе воскресенье сентября, однако в 2014 году, по инициативе тогдашнего главы администрации Олега Кондрашова, он был перенесён на День России (12 июня). Решение о переносе Дня города на август было принято путём голосования, проведённого администрацией Нижнего Новгорода 22 мая 2019 года.
Кульминация празднования 800-летия проходила с 19 по 21 августа — наиболее приближённым датам к реальной дате основания города.

## Подготовка

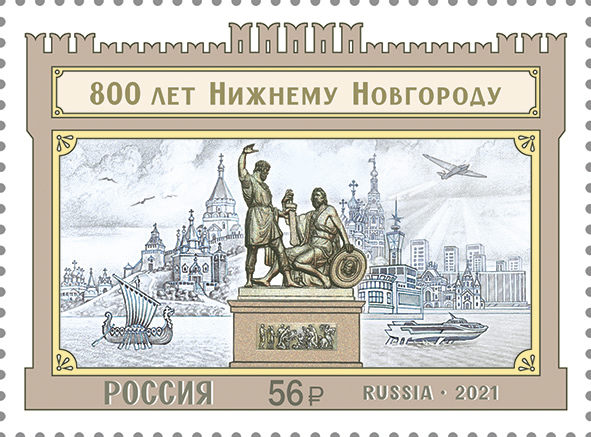
Почтовая марка 2021 год

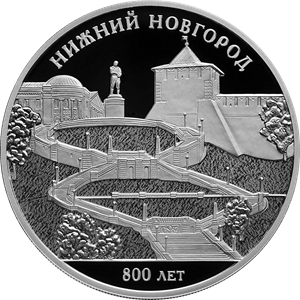
Монета Банка России номиналом 3 рубля (Ag) — Серия: Города. 800-летие основания г. Нижнего Новгорода

22 сентября 2015 года президент России Владимир Путин подписал указ «О праздновании 800-летия основания города Нижний Новгород».
30 ноября 2015 состоялось первое заседание оргкомитета по подготовке к празднованию 800-летия Нижнего Новгорода.
В апреле 2019 года на встрече с губернатором Нижегородской области Глебом Никитиным сербский музыкант и режиссёр Эмир Кустурица согласился стать послом 800-летия Нижнего Новгорода .
Основные торжества в рамках празднования 800-летнего юбилея со дня основания Нижнего Новгорода проходили на набережных Нижнего Новгорода, площади Минина и Пожарского, в городских парках, на главных площадях районов Нижнего Новгорода. Главной площадкой для проведения торжеств стала арена стадиона «Нижний Новгород», построенного к Чемпионату мира по футболу, и прилегающая территория, где состоялись большой концерт и шоу-программа с элементами файер-шоу и фейерверком.
При подготовке к юбилею власти обещали учитывать опыт проведения Чемпионата мира по футболу в 2018 году.

### Ключевые направления подготовки
- Инфраструктурная программа «Город 800», в рамках которой велось преобразование и реставрация ключевых городских мест, зданий на территории исторического центра, многих других объектов культуры, досуга, транспорта. Программа включает три направления: #Символы800, #Реставрация800 и #Среда800.
- Программа по вовлечению жителей «Команда 800», в рамках которой жители Нижнего Новгорода предлагали свои проекты и идеи для развития города.
- Проект «Волонтёры 800». В организацию ключевых событий и проектов юбилея было вовлечено порядка 800 волонтёров.
- Социальная программа «800 добрых дел». Проект направлен на развитие благотворительности и волонтерского фандрайзинга.

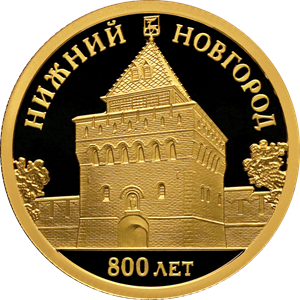
Монета Банка России номиналом 50 рублей (Au) — Серия: Города. 800-летие основания г. Нижнего Новгорода

## Объекты
В рамках подготовительных юбилейных мероприятий были отреставрированы и возведены объекты – символы Нижнего Новгорода:
- Реконструкция Нижегородского Кремля,
- Комплексное благоустройство парка «Швейцария»,
- Реконструкция пакгаузов на Стрелке,
- Реконструкция бывшей фабрики «Маяк»,
- Реконструкция Дворца детского творчества имени Чкалова,
- Реставрация Чкаловской лестницы,
- Строительство образовательного комплекса «Школа 800».

Также было запланировано благоустройство и развитие 33 объектов городской инфраструктуры, реставрация 69 домов на территории исторического центра.

## Мероприятия
С 2019 года в Нижнем Новгороде реализовывались проекты, приуроченные к юбилею города, предложенные горожанами:
- Фестиваль фритуров[9];
- Фестиваль восстановления исторической среды «Том Сойер Фест»;
- Нижегородская биографическая энциклопедия[10];
- Историко-культурный атлас Нижегородской области;
- Авторская программа[11] на YouTube-канале о Нижнем Новгороде.
- Фестиваль уличного искусства «Место-2021»[12]

## Событийная программа
- ГорькийClassic Нижний 800;
- Alfa Future People;
- фестиваль академической музыки «Опус 52»;
- «Маяк Джаз & Двор»;
- фестиваль уличного кино;
- мотофестиваль «Moto Family Days»;
- Чемпионат Европы по скейтбордингу;
- поддержка отборочного матча Чемпионата Европы-2020 Россия – Кипр;
- фестивали воздухоплавания;
- фестиваль «Ботаника»;
- лекции «Intervals talk»;
- форум «НХП: Трансформация»;
- «Артефакты 800»[13];
- Танцевальный рекорд России от клуба GallaDance[14]
- видеопроект #ЯизНижнего.

К юбилею города готовилось к выпуску научно-популярное издание «История Нижнего Новгорода с основания до наших дней», описывающее историю города и области для массового читателя. Проект был инициирован НГТУ имени Алексеева, работу над ним вели учёные ННГАСУ, ННГУ имени Лобачевского, Мининского университета, филиалов РАНХиГС и РГОТУПС.
В июне 2020 года нижегородская благотворительная организация «Мама рядом» выпустила коллекцию дизайнерских масок и одежды, посвященную 800-летию Нижнего Новгорода. На масках и одежде изображены символы города — Нижегородский кремль, Чкаловская лестница и Нижегородская ярмарка.
Осенью 2020 года вышел специальный проект «Открывая Россию: Нижний Новгород», подготовленный совместно с образовательным ресурсом Arzamas. В него вошли аудиолекции об исторических и культурных особенностях города, а также рассказы о достопримечательностях, памятниках архитектуры и природы, ключевых событиях и явлениях, музеях и коллекциях.
В честь юбилея 28 мая 2021 года выпущены памятные драгоценные монеты.
В 2021 году проект «Место» собрал уличных художников и граффити-райтеров со всей России, а также впервые авторов из-за рубежа. 60 участников фестиваля сделали более 40 новых объектов городского искусства. Кроме этого, фестивальная программа включала в себя образовательную часть — для всех желающих были организованы мастер-классы и лекции от знаковых представителей стрит-арта, показы тематических документальных фильмов и экскурсии по уличному искусству. В рамках параллельной программы состоялось открытие четырех выставок. Куратор проекта – нижегородский художник Никита Nomerz.